# Francisco Javier García Vico
Francisco Javier García Vico   (Badalona, 6 de maig de 1974), més conegut com a Javier García Vico, és el pilot de motocròs català amb més projecció internacional de tots els temps. Del seu brillant palmarès en destaquen un subcampionat mundial en 650cc (2003), un Campionat d'Europa de 250cc (1996), nou Campionats d'Espanya (més sis de veterans) i tres de Catalunya. A banda, ha estat el primer català a guanyar un Gran Premi (2002, Rússia) i una cursa del Motocross des Nations (2002, Bellpuig).
Durant la seva llarga carrera ha practicat també el Supercross, especialitat en què ha guanyat un Campionat d'Espanya i diverses proves internacionals.

## Resum biogràfic
Nascut en una família nombrosa, amb dues germanes i dos germans, García Vico s'estrenà en el pilotatge de motocicletes a set anys, amb una Montesa Cota 25 i el suport del seu pare, antic pilot de motocròs. Des d'aleshores ha estat pilotant motocicletes en competició durant gairebé vint anys. Amb son pare com a primer entrenador, a només quinze anys ja guanyà el seu primer Campionat de Catalunya i a partir d'aquí els èxits se succeïren ràpidament.
Durant la seva trajectòria esportiva sacrificà moltes coses per tal d'aconseguir triomfar, havent-ne vistes de tots colors. Entre altres dificultats, va haver d'anar-se'n a Itàlia a 21 anys; durant 15 anys ha estat viatjant cada temporada a 15 països diferents; ha arribat a disputar tres campionats diferents a la vegada; ha hagut de conèixer l'esport del motocròs des de baix, treballant durant cinc anys de mecànic per a guanyar unes 40.000 pessetes (30.000 de les quals se les gastava en viatges). Tot això, però, li ha aportat importants satisfaccions, com ara guanyar el Campionat d'Europa de 250 cc el 1996 fent de pilot i de mecànic alhora, o estar a punt de guanyar una mànega del MXDN de 1998 amb la moto d'un amic, o el fet d'acabar tercer al Mundial del 2002 a només 10 punts del segon, Joël Smets (amb l'ajut de l'exmecànic del flamenc).

### Moments difícils
A banda els bons moments, García Vico ha tingut també mala sort de vegades, com ara la temporada 2004, que havia de ser la de la seva consagració després del subcampionat del 2003. Arran de l'èxit va fitxar per Aprilia com a pilot estrella per a les dues temporades següents, però ja a començaments de la primera es va veure que la moto italiana no era competitiva i va haver de córrer les primeres curses amb una moto de sèrie.
També ha estat un pilot força castigat per les lesions, havent tingut molts problemes amb l'esquena. El 1996 se la va lesionar juntament amb les vèrtebres, i després de l'operació va haver de lluitar molt per tornar a ser a dalt de tot.

### Retirada
Javier García Vico es retirà de la competició a finals del 2008, però segueix vinculat al motocròs i a Honda com a director del seu equip oficial al Campionat d'Espanya de MX2. A partir de la temporada del 2013, a més, va participar en les noves copes d'Espanya de motocròs per a pilots majors de 35 anys i en va guanyar sis títols consecutius fins al 2018.

## Aparicions als mitjans
- García Vico apareix, com a pilot seleccionable, a la versió del 2009 del Videojoc MX Rider per a Play Station.[14]
- El diumenge 17 de maig del 2009 feu de comentarista per a Televisió de Catalunya, aportant els seus punts de vista durant la retransmissió en directe pel Canal 33 del GP de Catalunya, disputat al Circuit de Bellpuig.[15]
- El 14 de desembre del 2008 participà en el Partit de la Marató de TV3, juntament amb altres famosos (entre els quals esportistes, periodistes i actors) al camp de futbol del Sant Andreu. Abans de jugar el partit, aparegué a la graderia i lliurà la pilota als jugadors.[16]
- Com a curiositat, García Vico és soci de la Penya Barcelonista El Savi Culé, de Badalona.[17]

## Palmarès
| 1989         | ?            | -     | -     | -           | -           | -           | -           | -           | -           | 1r          |                                  |  |  |
| 1990         | ?            | -     | -     | -           | -           | -           | -           | -           | -           | 2n          |                                  |  |  |
| 1991         | ?            | -     | -     | -           | -           | -           | -           | -           | 2n          | -           |                                  |  |  |
| 1992         | Honda        | -     | -     | -           | -           | -           | 15è         | 10è         | 3r          | -           |                                  |  |  |
| 1993         | Honda        | -     | -     | -           | 17è         | 15è         | 5è          | 1r          | -           | -           |                                  |  |  |
| 1994         | Honda        | -     | -     | -           | 8è          | 16è         | 3r          | 1r          | -           | -           | 1r al MX Autonomías (CAT, 250cc) |  |  |
| 1995         | ?            | -     | -     | -           | 4t          | -           | 3r          | -           | -           | -           | 2n al MX Autonomías (CAT, 250cc) |  |  |
| 1996         | ?            | -     | -     | 15è         | ?           | -           | -           | -           | -           | -           | Campió d'Europa (250cc)          |  |  |
| 1997         | Yamaha       | -     | 26è   | 22è (250cc) | 1r          | -           | 1r          | -           | -           | -           |                                  |  |  |
| 1998         | Yamaha       | -     | 20è   | 3r          | 1r          | -           |             | -           | -           | -           |                                  |  |  |
| 1999         | Yamaha       | 7è    | -     | 7è (250cc)  | 1r          | -           |             | -           | -           | -           |                                  |  |  |
| 2000         | Yamaha       | 17è   | -     | 12è (500cc) | 1r          | -           |             | -           | -           | -           |                                  |  |  |
|              |              | 500cc | 250cc | MXDN        | Open        | 125cc       | 250cc       | 250cc       | 125cc       | 80cc        |                                  |  |  |
| 2001         | KTM          | 4t    | -     | -           | 1r          | -           |             | -           | -           | -           |                                  |  |  |
| 2002         | KTM          | 3r    | -     | 1r (500cc)  | 1r          | -           |             | -           | -           | -           | 6 podis al Mundial (1r a Rússia) |  |  |
|              |              | 650cc | Mx GP | MXDN        | Open        | 125cc       | 250cc       | 250cc       | 125cc       | 80cc        |                                  |  |  |
| 2003         | KTM          | 2n    | -     |             | 1r          | -           |             | -           | -           | -           | 12 podis al Mundial              |  |  |
|              |              | MX3   | MX1   | MXDN        | Open        | 125cc       | 250cc       | 250cc       | 125cc       | 80cc        |                                  |  |  |
| 2004         | Honda        | 22è * | -     | -           | ?           | -           |             | -           | -           | -           |                                  |  |  |
|              |              | MX3   | MX1   | MXDN        | MX1         | MX2         | 250cc       | 250cc       | 125cc       | 80cc        |                                  |  |  |
| 2005         | Honda        | -     | 27è * | -           | 1r          | -           |             | -           | -           | -           |                                  |  |  |
| 2006         | Honda        | -     | 12è * | -           | 1r          | -           |             | -           | -           | -           |                                  |  |  |
| 2007         | Honda        | -     | -     | -           | 3r          | -           |             | -           | -           | -           |                                  |  |  |
|              |              | MX3   | MX1   | MXDN        | MX Elite    | MX2         | 250cc       | 250cc       | 125cc       | 80cc        |                                  |  |  |
| 2008         | Honda        | -     | -     | -           | 3r          | -           | 3r          | -           | -           | -           |                                  |  |  |
| Total títols | Total títols | 0     | 0     | 0           | 9           | 0           | 1           | 2           | 0           | 1           | 2                                |  |  |
|              |              |       |       |             | 10 estatals | 10 estatals | 10 estatals | 3 nacionals | 3 nacionals | 3 nacionals |                                  |  |  |

Notes
1. ↑  La classificació consignada a MXDN fa referència a la seva posició individual, no al resultat global de l'equip estatal
2. ↑  S'assenyalen amb * les temporades en què es lesionà
3. ↑  Al total de títols s'hi compten tots els campionats internacionals, estatals i nacionals guanyats

### Altres fites

#### Curses internacionals
| Any  | Motocicleta | SX BCN     | SX Madrid  | Altres                                                                      |
| ---- | ----------- | ---------- | ---------- | --------------------------------------------------------------------------- |
| 1994 | Honda       |            |            | 17è al GP d'Espanya de 125cc (Bellpuig)                                     |
| 1995 | ?           |            |            | 1r al GP de Xerès del Campionat d'Europa (250cc)                            |
| 1996 | ?           |            |            | 3r al Motor Show de Bolonya (Final 250cc) 7è al Fast Cross d'Itàlia (250cc) |
| 1998 | Yamaha      |            | 3r         | (El seu primer podi internacional)                                          |
| 1999 | Yamaha      | 2n (250cc) |            | 1r al Motor Show de Bolonya (250cc)                                         |
| 2000 | Yamaha      |            | 2n         |                                                                             |
| 2004 | Honda       | 2n (Final) |            |                                                                             |
| 2005 | Honda       | 3r (250cc) | 2n (250cc) |                                                                             |
| 2008 | Honda       |            | 3r (250cc) |                                                                             |

#### Curses nacionals
| Any  | Resultats                                                                              |
| ---- | -------------------------------------------------------------------------------------- |
| 1990 | 1r al Trofeu San Miguel 80cc 2n a les 24 Hores de Ciclomotors de Lliçà d'Amunt         |
| 1991 | 2n a les 24 Hores de Ciclomotors de Lliçà d'Amunt                                      |
| 1992 | 1r a les 24 Hores de Ciclomotors de Parets 6è al Campionat de Catalunya de Ciclomotors |